# Dekalog Spolsky
Dekalog Spolsky – drugi album studyjny Mery Spolsky, który ukazał się 27 września 2019.
W 2020 krążek zdobył nominację do Fryderyka 2020 w kategorii album roku elektronika.

## Lista utworów[2]
1. „Dekalog Spolsky” – 1:57
2. „Mazowiecka kiecka” – 3:58
3. „Bigotka” – 3:38
4. „Szafa Meryspolsky” – 4:01
5. „Sorry from the Mountain” – 3:29
6. „Cieliste rajstopy” – 4:06
7. „KA” – 3:42
8. „Kosmiczna dziewczyna” – 3:20
9. „Fak” – 4:20
10. „Blond włosy” – 5:09
11. „Technosmutek” – 3:45
12. „Ups!” (gościnnie iGorilla) – 3:51